# Edy Vásquez
Edy Rafael Vásquez Andrade (Tegucigalpa, 30 ottobre 1983 – Tegucigalpa, 12 maggio 2007) è stato un calciatore honduregno, di ruolo centrocampista o difensore.